# Fender Toronado
Fender Toronado je električna gitara koju je proizveo Fender Musical Instruments Corporation.  Model je 1998. godine predstavljen i na svjetski prestižnom NAMM sajmu glazbene opreme u Kaliforniji. Kao dio "Deluxe Series" koja je kvalitetnija od serije "Standard" proizvodio ga je Fenderov pogon u Meksiku.

## Dizajn
Model Toronado ima konfiguraciju od dva dvostruka Fender Atomic elektromagneta, uz dva pota za kontrolu glasnoće i tona. Hvataljka je izrađena od palisandera s nešto dužom skalom od 628,65 mm nego što je uobičajeno za Fenderove modele. Ovakva dužina skale primjerenija je Gibsonovim modelima. Oblik tijela ocrtava već prepoznatljiv dizajn Jazzmaster i Jaguar modela. Glavu odlikuje Fender "spaghetti" logo font, ali i sportska linija Gotoh/Kluson mašinica.

## Reizdanje
Model Fender Toronado 2004. godine bio je dostupan u svom reizdanju, koje ga je zbog novih paleta modernih boja: midnight blue, caramel metallic, blizzard pearl i chrome red razlikovalo od modela proizvedenih od 1998. – 2003. godine.

Osim novina u boji, novim dizajnom umjesto dvostrukih sada je ugrađena konfiguracija od jednostrukih elektromagneta. U periodu od 2005. – 2006. godine proizveden je u Koreji model Fender Toronado GT HH iz Fenderove serije "Big Block". Model je imao konfiguraciju od dva dvostruka elektromagneta Seymour Duncan, u metalik završnici s prepoznatljivom "L" trakom na tijelu koja je za razliku od drugih varijanti Toronado "umjetno" zamijenila ploču.

Fender je također proizveo i američke US Specijal i modele Highway One Toronado s Atomic II dvostruka, ili Black Dove P-90 model elektromagneta. Ovi modeli bili su dostupni u nekoliko završnica: butterscotch blonde, chrome silver, pewter grey metallic i crimson red transparent. Zbog relativno malog broja proizvedenih i plasiranih modela na tržište u kratkom vremenskom periodu proizvodnje od 2004. – 2006. godine, proizvodnja je u globalu bila u trendu prekida, a u siječnju 2007. godine Fender je obustavio potpunu proizvodnju svih modela i verzija Toronado.

## Zvuk
Fender Toronado za razliku od drugih modela zahvaljujući dvostrukom elektromagnetu bliže vratu ima jasan, i neovisan zvuk, po uzoru na Gibson modele gitara. 

## Fender Toronado u glazbi
Ne postoji baš pretjerani popis gitarista, zaljubljenika u modele Toronado, ali svakako za izdvojiti su:

- Gitarista sastava Brietone, i bivši član sastava Red Hot Chili Peppers John Frusciante koristio je model Toronado u glazbenom video spotu "Can’t Stop".
- Rock gitarista Ross Feratu u sastavu The Spook na radu priprema albuma, i na turnejama po Europi koristi model Fender Toronado.
- Gitarista sastava Blink-182 Tom DeLonge za studijski rad koristi modificirani model Toronado.[3]
- Brian Molko pjevač i gitarist sastava Placebo, 2009. godine na njemačkom rock festivalu Rock am Ring svirao je na modelu Fender Toronado.

## Vanjske poveznice
- "Fender Toronado - opisni sadržaj na gear-review.co.uk"  Arhivirana inačica izvorne stranice od 26. veljače 2012. (Wayback Machine)